# Liste der Biografien/Mass
Liste der Biografien |
Portal Biografien |
Personensuche
# |
A |
B |
C |
D |
E |
F |
G |
H |
I |
J |
K |
L |
M |
N |
O |
P |
Q |
R |
S |
T |
U |
V |
W |
X |
Y |
Z |
?
 
Ma |
Mb |
Mc |
Md |
Me |
Mf |
Mg |
Mh |
Mi |
Mj |
Mk |
Ml |
Mm |
Mn |
Mo |
Mp |
Mq |
Mr |
Ms |
Mt |
Mu |
Mv |
Mw |
Mx |
My |
Mz
 
Maa |
Mab |
Mac |
Mad |
Mae |
Maf |
Mag |
Mah |
Mai |
Maj |
Mak |
Mal |
Mam |
Man |
Mao |
Map |
Maq |
Mar |
Mas |
Mat |
Mau |
Mav |
Maw |
Max |
May |
Maz
 
Masa |
Masb |
Masc |
Masd |
Mase |
Masg |
Mash |
Masi |
Masj |
Mask |
Masl |
Masm |
Masn |
Maso |
Masp |
Masq |
Masr |
Mass |
Mast |
Masu |
Masv |
Masw |
Masy |
Masz
Die Liste der Biografien führt alle Personen auf, die in der deutschsprachigen Wikipedia einen Artikel haben. Dieses ist eine Teilliste mit 460 Einträgen von Personen, deren Namen mit den Buchstaben „Mass“ beginnt.

## Mass
- Mass, Blanck, Künstlername des britischen Electronic-Musikers Benjamin John Power
- Mass, Bora B. (* 1972), gambischer Politiker
- Mass, Elvira (* 1986), deutsche Biologin und Immunologin
- Maß, Helene (1871–1955), deutsche Landschafts- und Blumenmalerin, Grafikerin, Radiererin und Holzschneiderin
- Mass, Jochen (1946–2025), deutscher AutomobilrennfahrerJochen Mass (1946–2025)

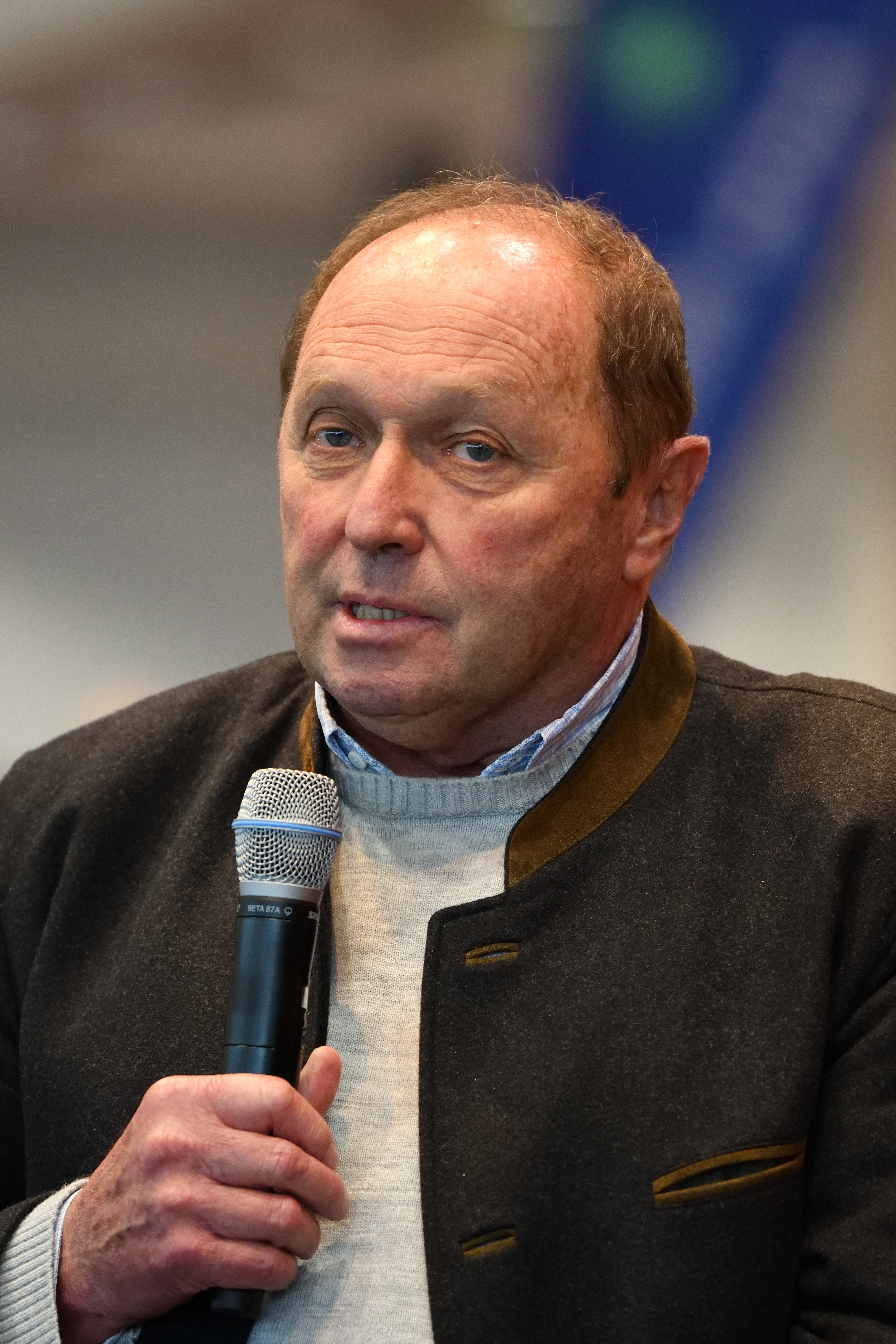
Jochen Mass (1946–2025)

- Maß, Josef (1936–2006), deutscher Historiker (Kirchengeschichtler) und römisch-katholischer Geistlicher
- Maß, Konrad (1867–1950), deutscher Kommunalpolitiker, Schriftsteller und Sachbuchautor
- Maß, Michael (* 1980), deutscher römisch-katholischer Ordenspriester
- Mass, Omar Kebba, gambischer Politiker
- Maß, Richard (1837–1917), deutscher Richter und Parlamentarier
- Mass, Rubin (1894–1979), deutsch-israelischer Verleger
- Maß, Sandra, deutsche Historikerin
- Maß, Willy (1880–1947), deutscher Architekt

### Massa
- Massa, Alexandre (* 1993), französischer Tennisspieler
- Massa, Bodian (* 1997), französischer Basketballspieler
- Massa, Davide (* 1981), italienischer Fußballschiedsrichter
- Massa, Emiliano (* 1988), argentinischer Tennisspieler
- Massa, Eric (* 1959), US-amerikanischer Politiker
- Massa, Felipe (* 1981), brasilianischer AutomobilrennfahrerFelipe Massa (* 1981)

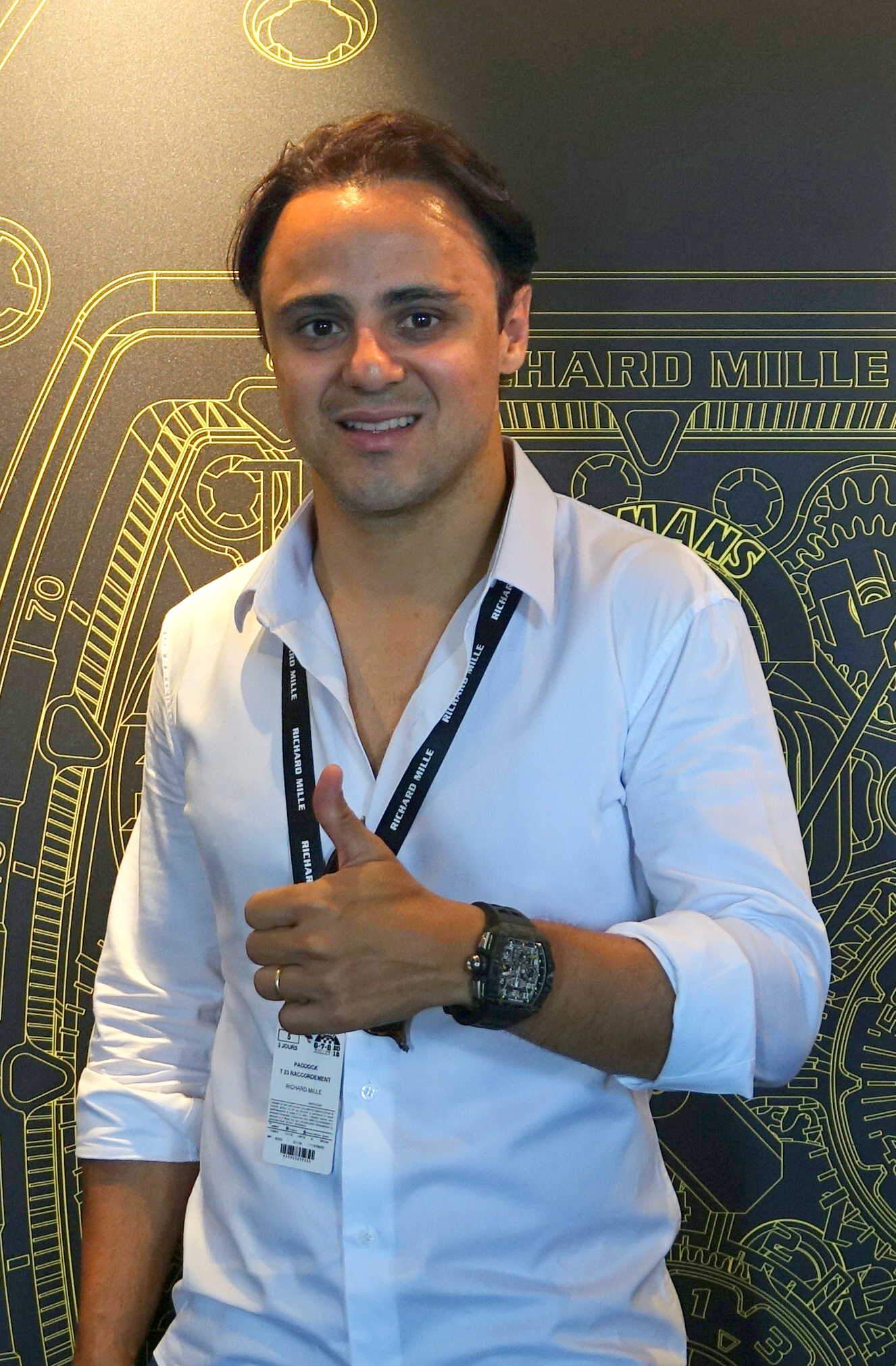
Felipe Massa (* 1981)

- Massa, Geofrey (* 1986), ugandischer Fußballspieler
- Massa, Isaac (1586–1643), niederländischer Kaufmann, Diplomat und Kartograf
- Massa, James (* 1960), US-amerikanischer römisch-katholischer Geistlicher und Weihbischof in Brooklyn
- Massa, Juan Bautista (1885–1938), argentinischer Komponist
- Massa, Lorenzo (1882–1949), argentinischer römisch-katholischer Ordenspriester
- Massa, Mario (1892–1956), italienischer Schwimmer
- Massa, Mario (1897–1973), italienischer Drehbuchautor und Filmregisseur
- Massa, Marlinde (1944–2014), deutsche Hockeyspielerin
- Massa, Matías (* 1995), uruguayischer Fußballspieler
- Massa, Michele (1929–2007), italienischer Jurist, Filmregisseur und Drehbuchautor
- Massa, Niccolò (1489–1569), venezianischer Arzt und Anatom
- Massa, Pedro (1880–1968), italienischer Ordensgeistlicher, römisch-katholischer Bischof, Prälat von Rio Negro
- Massa, Pietro (* 1973), italienischer Pianist und Musikwissenschaftler
- Massa, Sergio (* 1972), argentinischer PolitikerSergio Massa (* 1972)

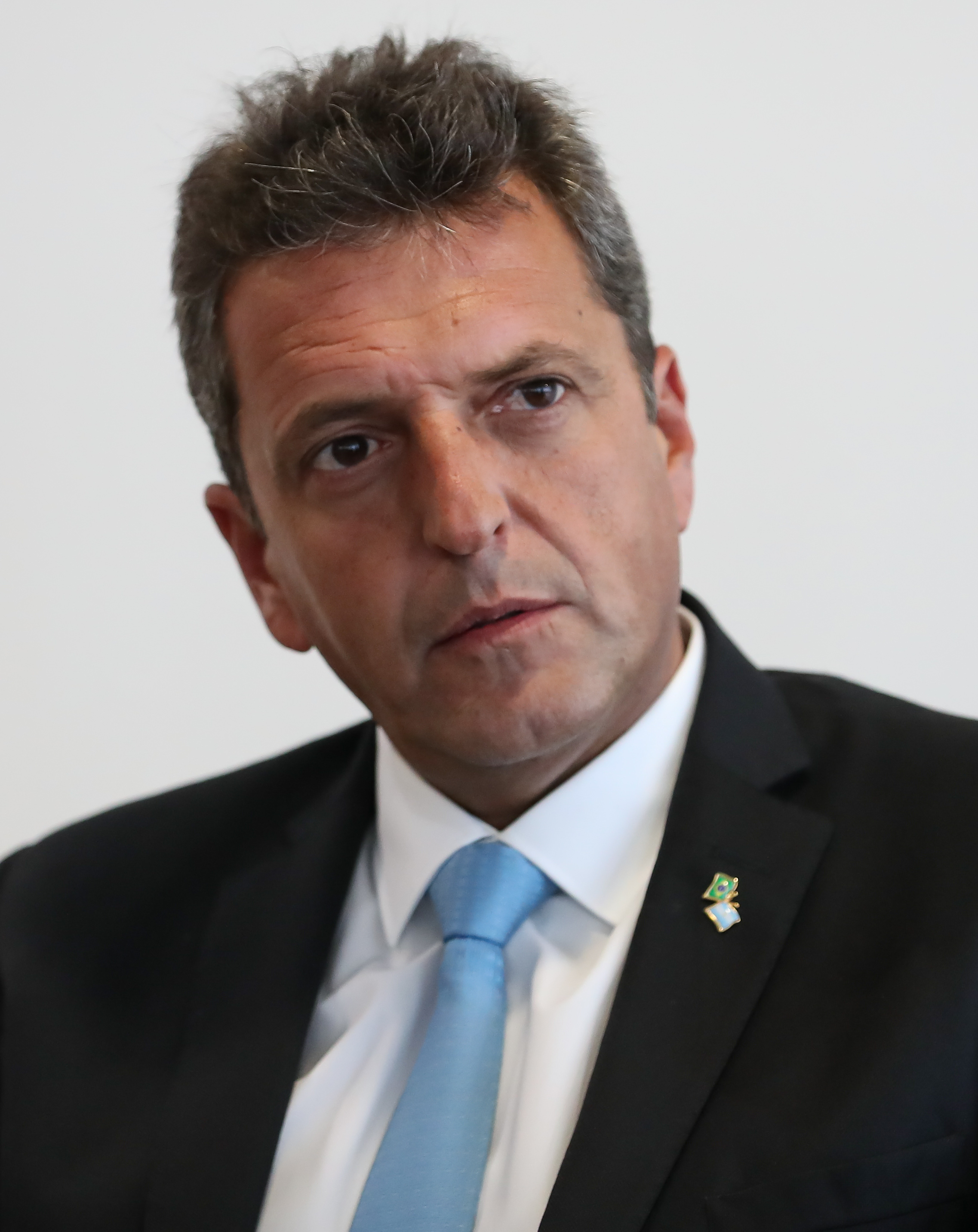
Sergio Massa (* 1972)

- Massa, Syamsuddin (* 1997), indonesischer Langstreckenläufer
- Massa, Willi (1931–2001), deutscher katholischer Theologe, Homiletiker und Meditationslehrer
- Massaad, Adel (* 1964), deutscher Tischtennisspieler sowie Public Relations-Unternehmer
- Massacessi, Pedro (* 1966), argentinischer Fußballspieler
- Massad, Joseph (* 1963), Hochschullehrer
- Massad, Khaled al (* 1995), kuwaitischer Leichtathlet
- Massad, Mohammad (* 1983), saudi-arabischer Fußballspieler
- Massafra, Angelo (* 1949), italienischer Geistlicher, römisch-katholischer Erzbischof von Shkodra-Pult
- Massag, Reinhold (1943–1999), deutscher Schauspieler, Autor und Dramaturg
- Massagli, Angelo (* 1992), US-amerikanischer Filmschauspieler
- Massagué Solé, Joan (* 1953), spanischer Pharmakologe und Krebsforscher
- Massah, Fabian (* 1974), deutscher Filmproduzent und Firmengründer
- Massai, Stammesangehöriger der Mimbreños
- Massaia, Guglielmo (1809–1889), Missionar und Kardinal
- Massaino, Tiburtio, italienischer Komponist
- Massak, Franz (1804–1875), österreichischer Militärkapellmeister und Komponist
- Massaka (* 1984), deutsch-türkischer Rapper
- Massal, Henri (1921–2009), französischer Radrennfahrer
- Massalcha, Nawaf (1943–2021), israelisch-arabischer Politiker
- Massalitinow, Nikolai (1880–1961), bulgarisch-russischer Regisseur
- Massalongo, Abramo Bartolommeo (1824–1860), italienischer Botaniker, Herpetologe und Mykologe
- Massalow, Nikolai Iwanowitsch (1922–2001), russischer Soldat der Roten Armee
- Massalski, Pawel Wladimirowitsch (1904–1979), sowjetischer Theater- und Film-Schauspieler sowie Schauspiellehrer
- Massam, Wendy, englische Badmintonspielerin
- Massana i Bertran, Antoni (1890–1966), katalanischer Komponist, Jesuit und Pastoraltheologe
- Massana, Valentí (* 1970), spanischer Geher
- Maššana-uzzi, Tochter des hethitischen Großkönigs Muršili II.
- Massanés, Maria Josepa (1811–1887), spanische Dichterin und Autorin
- Massani, Pompeo (1850–1920), italienischer Maler
- Massaquoi Bangoura, Sedia (* 1957), liberianische Diplomatin und Politikerin
- Massaquoi, Gibril, sierra-leonischer Freiheitskämpfer
- Massaquoi, Hans-Jürgen (1926–2013), US-amerikanischer Journalist und Schriftsteller
- Massaquoi, Momolu (1869–1938), liberianischer Politiker, Diplomat und Monarch des Volkes der Vai in Sierra Leone und LiberiaMomolu Massaquoi (1869–1938)

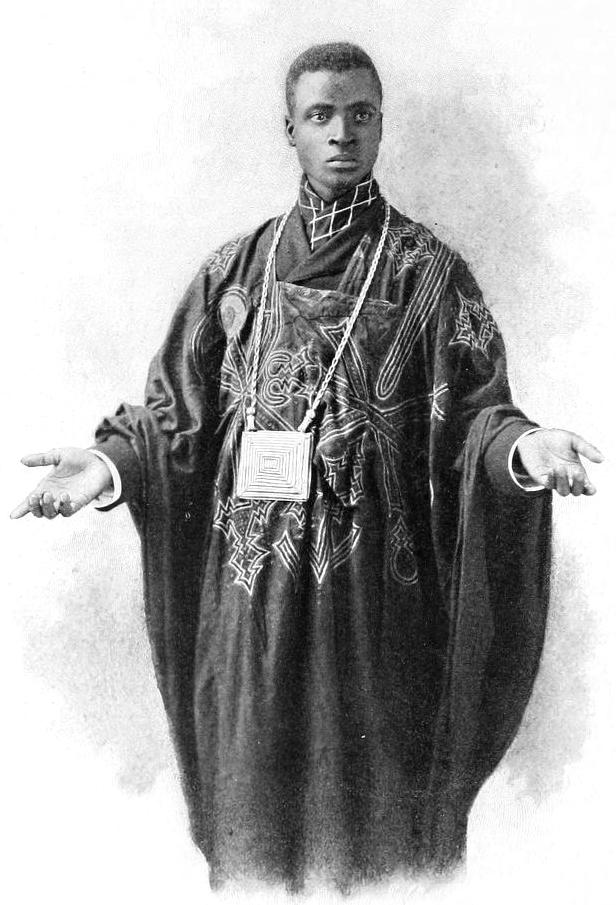
Momolu Massaquoi (1869–1938)

- Massar, Phyllis Dearborn (1916–2011), US-amerikanische Fotografin und Kunsthistorikerin
- Massar, Robert James (1915–2002), US-amerikanischer Architekt und Architekturfotograf
- Massara, Francesco (* 1965), italienischer Geistlicher und römisch-katholischer Erzbischof von Camerino-San Severino Marche und Bischof von Fabriano-Matelica
- Massard, Armand (1884–1971), französischer Degenfechter und Olympiasieger
- Massard, Janine (* 1939), Schweizer Schriftstellerin
- Massard, Jos (* 1944), luxemburgischer Zoologe, Medizinhistoriker und Politiker
- Massari (* 1981), libanesischer R&B-Sänger
- Massari, Claudia (* 1966), deutsch-italienische Eiskunstläuferin
- Massari, Ettore (1883–1959), italienischer Turner
- Massari, Giorgio (1687–1766), italienischer Architekt
- Massari, Giuseppe (1821–1884), italienischer Dichter und Patriot
- Massari, Lea (1933–2025), italienische Schauspielerin
- Massaro, Ashley (1979–2019), US-amerikanische WrestlerinAshley Massaro (1979–2019)

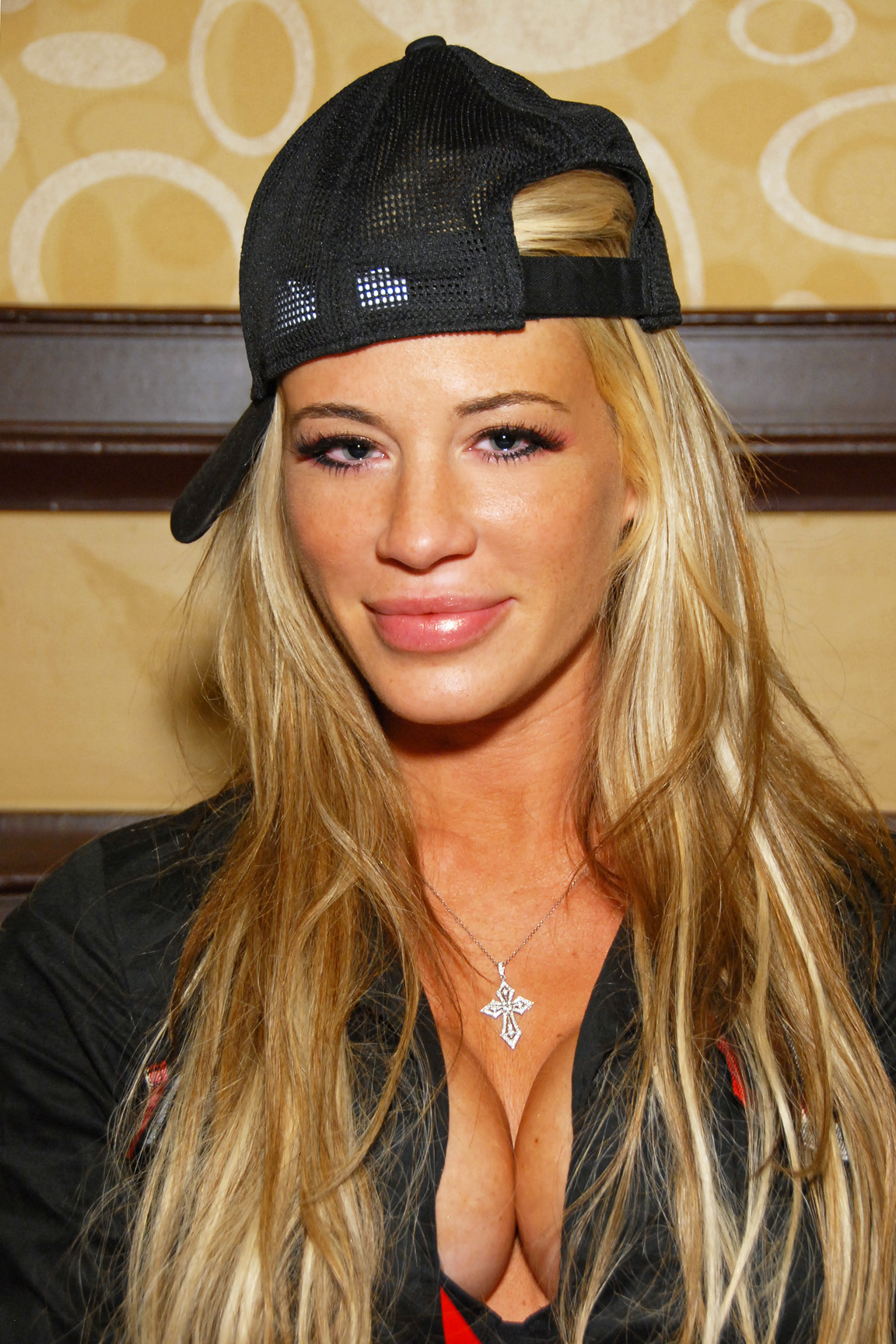
Ashley Massaro (1979–2019)

- Massaro, Daniele (* 1961), italienischer Fußballspieler
- Massaro, Domingo (1927–2025), chilenischer Fußballspieler
- Massaro, Francesco (* 1935), italienischer Film- und Fernsehregisseur
- Massaro, Giovanni (* 1967), italienischer Geistlicher, römisch-katholischer Bischof von Avezzano
- Massaro, Laura (* 1983), englische Squashspielerin
- Massarotti, Angelo (1653–1723), italienischer Maler des Barock
- Massarotti, Sandro (* 1990), schweizerischer Karateka
- Massarrat Hussain, Qazi (1935–2021), pakistanischer Hockeyspieler
- Massarrat, Mohssen (* 1942), deutsch-iranischer Diplom-Ingenieur für Bergbau, sowie Politik- und Wirtschaftswissenschaftler
- Massarsch, K. Rainer (* 1943), österreichischer Bauingenieur für Geotechnik
- Massart, Lambert (1811–1892), belgischer Violinist
- Massart, Louise Aglaé (1827–1887), französische Pianistin, Musikpädagogin und Komponistin
- Massary, Fritzi (1882–1969), österreichisch-amerikanische Sängerin (Sopran) und Schauspielerin
- Massasoit († 1662), politischer und militärischer Führer der nordamerikanischen Indianer vom Volk der Wampanoag
- Massat, Ezekiel, papua-neuguineischer Politiker
- Massau, Edmund (1860–1935), deutscher Landschaftsmaler
- Massau, Franz Paul (1818–1900), deutscher Kupferstecher der Düsseldorfer Schule
- Massaud, Jean-Marie (* 1966), französischer Designer und Architekt
- Massavanhane, Alberto (1930–1993), mosambikanischer Politiker (FRELIMO) und Diplomat
- Massawe, Isaac Amani (* 1951), tansanischer Geistlicher, römisch-katholischer Erzbischof von Arusha
- Massazza, Alfredo (1943–2004), italienischer Bogenschütze

### Massb
- Maßberg, Wolfgang (* 1932), deutscher Maschinenbauingenieur, Altrektor der Universität Bochum

### Masse
- Masse, Bob, kanadischer Plakatkünstler
- Masse, Brian (* 1968), kanadischer Politiker
- Masse, Jarrid, US-amerikanischer Schauspieler
- Masse, Jean (1911–1987), französischer Politiker, Mitglied der Nationalversammlung
- Masse, Jean-Baptiste, französischer Komponist und Cellist
- Masse, Kylie (* 1996), kanadische Schwimmsportlerin
- Massé, Laurel (* 1951), US-amerikanische Jazz-Sängerin
- Massé, Manon (* 1963), kanadische Politikerin
- Masse, Marcel (1936–2014), kanadischer Politiker, Unterhausmitglied, Bundesminister
- Massé, Victor (1822–1884), französischer Komponist
- Massé, Vital (* 1936), kanadischer Geistlicher und emeritierter Bischof von Mont-Laurier
- Masseau, Pierre Henri Didier (1905–1994), französischer Grafiker
- Masseau, Pierre-Felix (1869–1937), französischer Bildhauer
- Masseck, Werner (1914–1962), deutscher Politiker (NDPD), MdV
- Massee, George Edward (1845–1917), britischer Botaniker und Mykologe
- Massee, Michael (1952–2016), US-amerikanischer Schauspieler und SprecherMichael Massee (1952–2016)

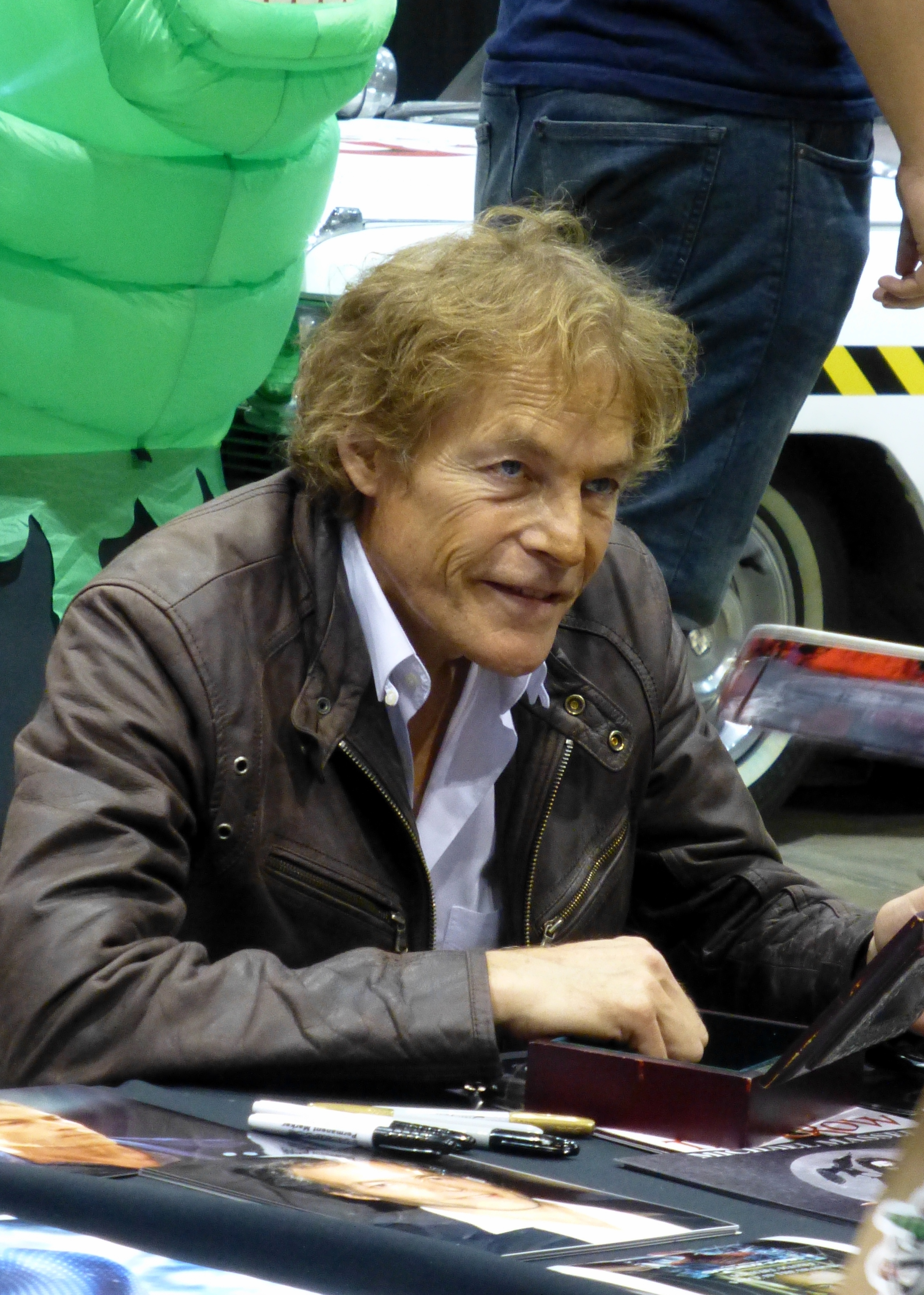
Michael Massee (1952–2016)

- Massehian, Hovhannes Khan (1864–1931), armenischer Politiker und persischer Botschafter
- Massel, Jens (* 1969), deutscher Musiker
- Mässeli, Einar (1898–1966), finnischer Skilangläufer
- Masselier, Totole (1925–2013), französischer Jazzmusiker
- Masselis, Jules (1886–1965), belgischer Radrennfahrer
- Masselter, Arnold (1922–1984), deutscher Politiker (SPD), MdL
- Masselter, Friedrich (1908–1979), deutscher römisch-katholischer Priester
- Massemba-Débat, Alphonse (1921–1977), kongolesischer Präsident der Republik Kongo
- Massen, Osa (1914–2006), dänische Schauspielerin
- Masséna, André (1758–1817), französischer GeneralAndré Masséna (1758–1817)

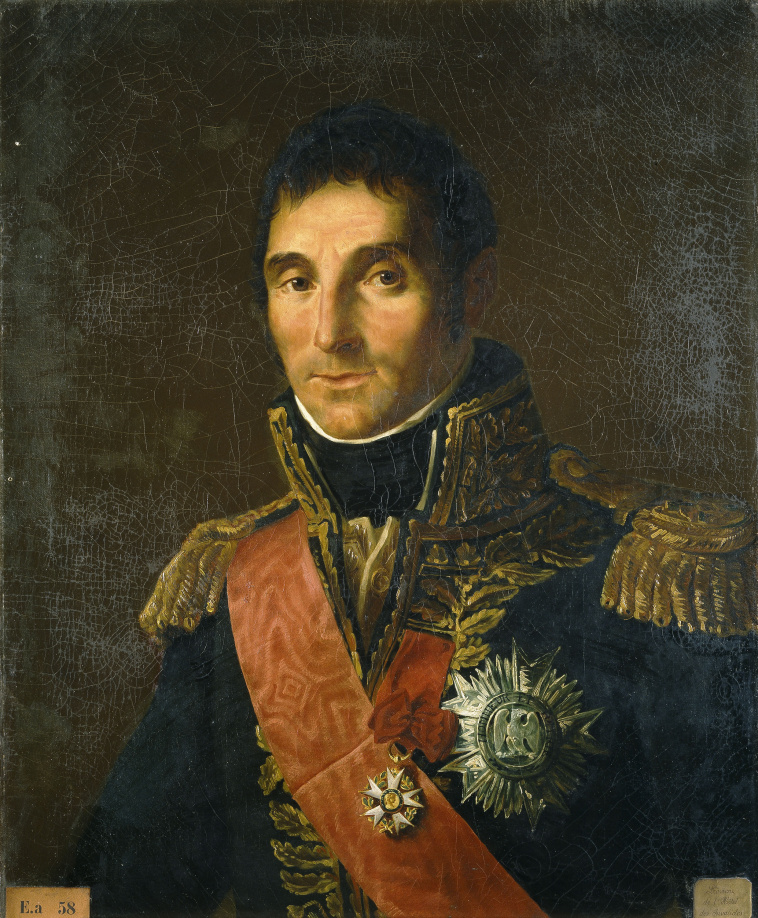
André Masséna (1758–1817)

- Masséna, François Victor (1799–1863), französischer Naturaliensammler
- Massenat, Frantz (* 1992), US-amerikanisch-haitianischer Basketballspieler
- Massenbach, Adolf von (1868–1947), preußischer Landrat und Regierungspräsident
- Massenbach, Aletta von (* 1969), deutsche Juristin und Managerin
- Massenbach, Alexander von (1818–1891), preußischer Generalleutnant
- Massenbach, Carl Wilhelm von (1714–1761), preußischer Leutnant, Capitain und Landrat
- Massenbach, Christian Julius von (1832–1904), deutscher Verwaltungsbeamter, Regierungspräsident in Marienwerder
- Massenbach, Christian von (1758–1827), preußischer Oberst und Schriftsteller
- Massenbach, Friedrich Fabian von (1723–1790), preußischer Leutnant, Landrat und Landesdirektor
- Massenbach, Friedrich von (1753–1819), preußischer General der Kavallerie und Gouverneur von Danzig
- Massenbach, Fritz von (1861–1915), preußischer Landrat
- Massenbach, Georg von (1799–1885), deutscher Rittergutsbesitzer und Parlamentarier
- Massenbach, Karl von (1752–1821), preußischer Generalmajor, Divisionskommandeur der Landwehr
- Massenbach, Leo von (1797–1880), deutscher Jurist und königlich preußischer Staatsbeamter
- Massenbach, Leonhard von (1835–1883), Landrat Obertaunuskreis
- Massenbach, Peter von der Heydt Freiherr von (1938–2008), deutscher Politiker (CDU), MdB
- Massenbach, Wichard von (1909–1998), deutscher Gynäkologe; Gründungsdekan der Medizinischen Akademie zu Lübeck
- Massenberg, Clemens (1909–1954), deutscher Bauingenieur
- Massenberg, Lou (* 2000), deutscher Wasserspringer
- Massenet, Jules (1842–1912), französischer OpernkomponistJules Massenet (1842–1912)

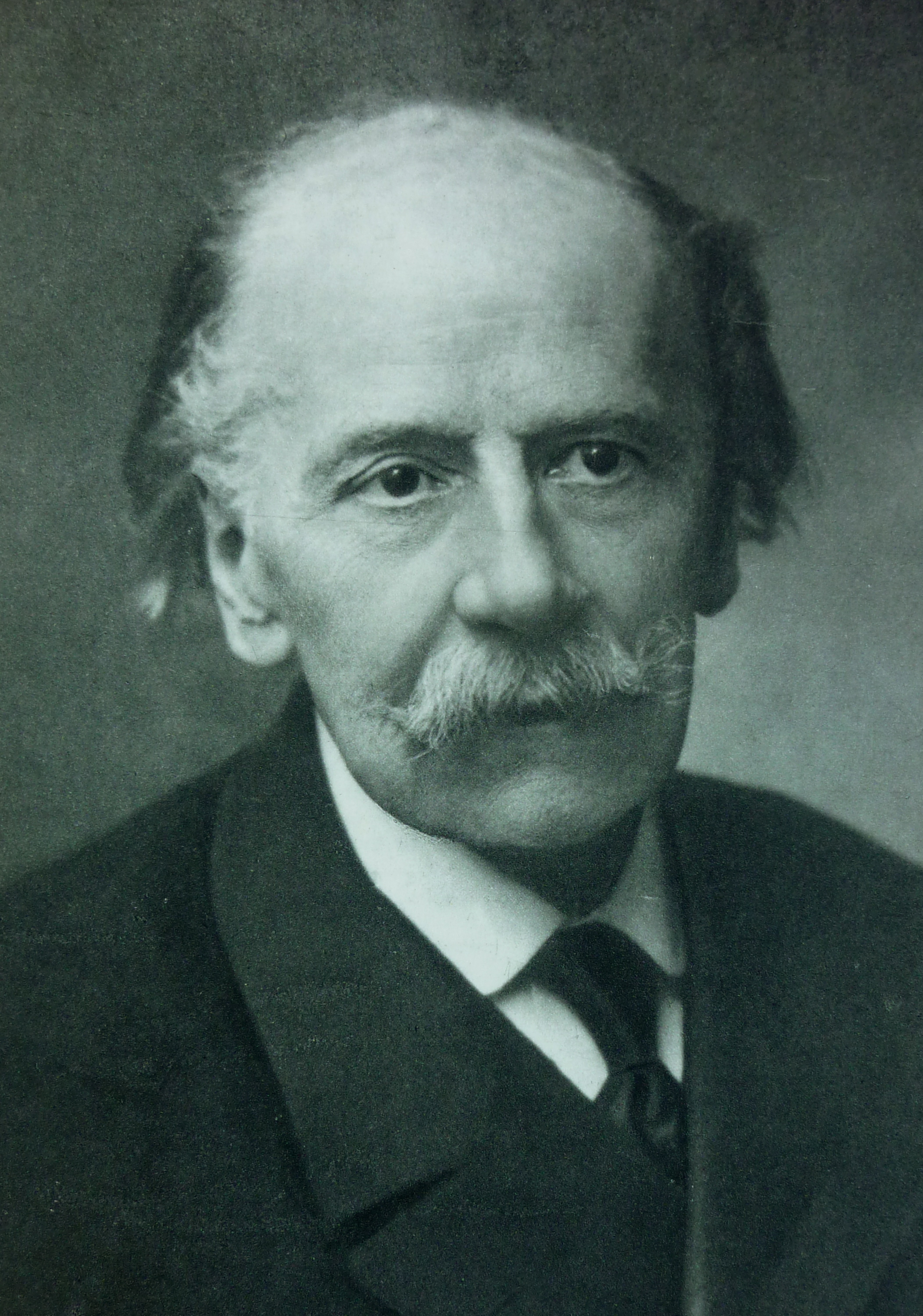
Jules Massenet (1842–1912)

- Massenet, Natalie (* 1965), britisch-amerikanische Unternehmerin
- Massenez, Josef (1839–1923), deutscher Hütteningenieur und Manager in der Montanindustrie
- Massengo, Han-Noah (* 2001), französischer Fußballspieler
- Massenkeil, Günther (1926–2014), deutscher Musikwissenschaftler, Hochschullehrer, Autor und Konzertsänger
- Massenkeil, Josef (1891–1987), deutscher Philologe und Landtagsabgeordneter
- Massenko, Teren (1903–1970), ukrainisch-sowjetischer Journalist, Dichter und Übersetzer
- Massenzio, Domenico († 1657), italienischer Komponist
- Masser, Achim (1933–2015), deutscher Germanist
- Masser, David (* 1948), britischer Mathematiker
- Masser, Michael (1941–2015), US-amerikanischer Popkomponist
- Masser, Wilhelm Heinrich (1824–1907), Sekretär; Vertrauter und Mitarbeiter von Fürstin Lucie von Pückler-Muskau
- Massera, Caterina (* 2001), argentinische Hammerwerferin
- Massera, Emilio (1925–2010), argentinischer Militäroffizier und Politiker
- Massera, José Luis (1915–2002), uruguayischer Mathematiker
- Masserano, Greta (* 1994), italienische Ruderin
- Masserdotti, Gianfranco (1941–2006), italienischer Ordensgeistlicher, katholischer Bischof in Brasilien
- Masserey, Jean-Daniel (* 1972), Schweizer Skibergsteiger
- Masseria, Joe (1886–1931), US-amerikanischer Mobster, Boss der Genovese-FamilieJoe Masseria (1886–1931)

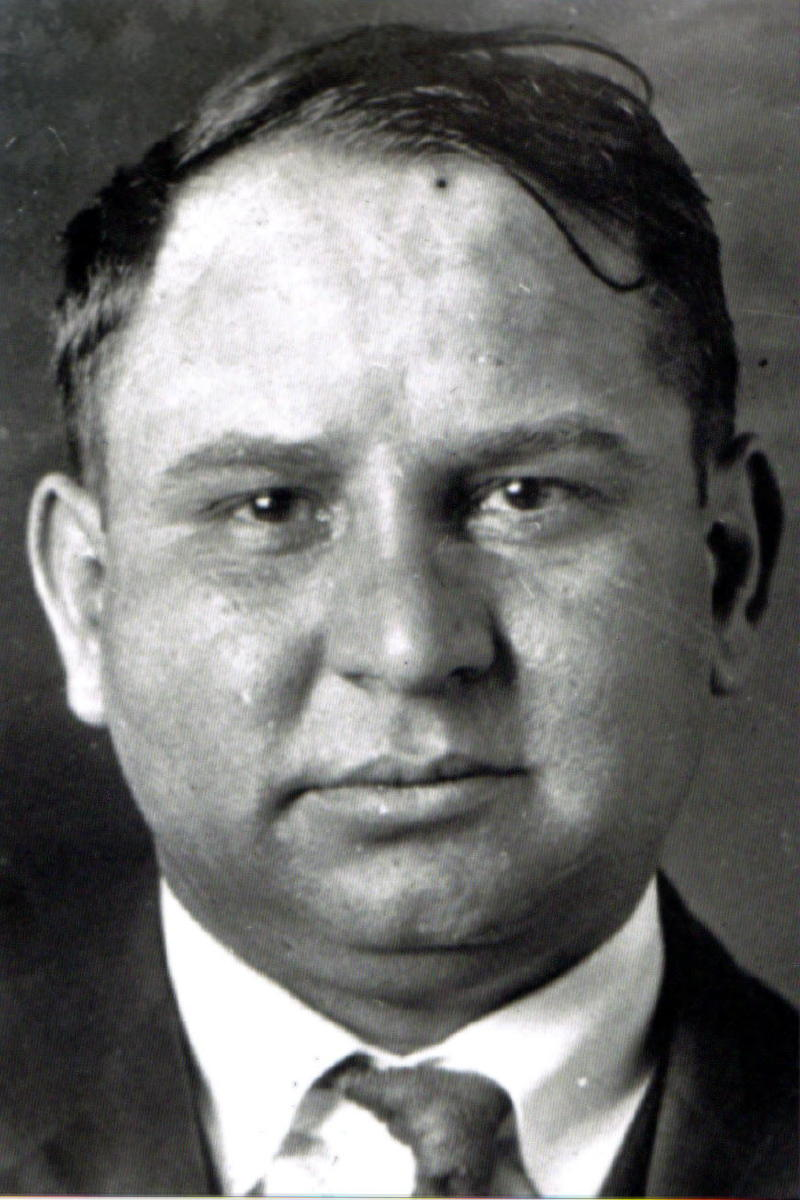
Joe Masseria (1886–1931)

- Masseroni, Enrico (1939–2019), italienischer Geistlicher, römisch-katholischer Erzbischof von Vercelli
- Masset, André (1910–1975), französischer Fußballspieler
- Massett, Marybeth, Schauspielerin
- Massetti, Ivana, italienische Filmregisseurin
- Masseurs, Manon (* 1974), niederländische Schwimmerin
- Massewitsch, Alla Genrichowna (1918–2008), sowjetische Astronomin
- Massey, Anna (1937–2011), britische Schauspielerin
- Massey, Athena (* 1967), US-amerikanische Schauspielerin
- Massey, Cal (1928–1972), US-amerikanischer Jazzmusiker (Trompete, Keyboard)
- Massey, Chandler (* 1990), US-amerikanischer Schauspieler
- Massey, Charles Carleton (1838–1905), britischer Rechtsanwalt und Theosoph
- Massey, Christopher (* 1990), US-amerikanischer SchauspielerChristopher Massey (* 1990)

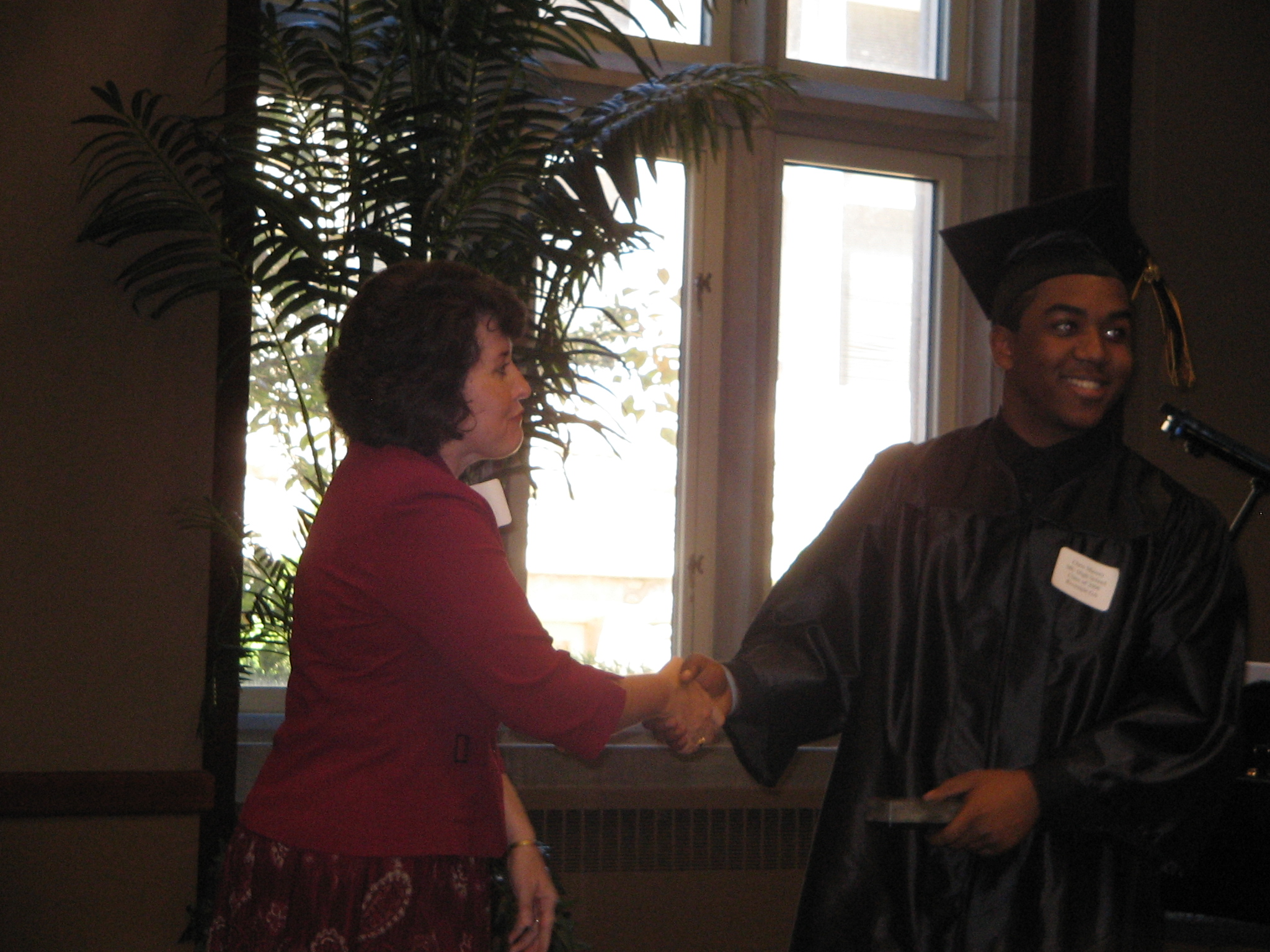
Christopher Massey (* 1990)

- Massey, Cleo (* 1993), australische Schauspielerin
- Massey, Daniel (1933–1998), britischer Schauspieler
- Massey, David M. (* 1957), US-amerikanischer Filmproduzent, Filmregisseur und Drehbuchautor
- Massey, Dean Kyle (* 1981), US-amerikanischer Filmschauspieler und Sänger
- Massey, Doreen (1944–2016), britische Geographin
- Massey, Doreen, Baroness Massey of Darwen (1938–2024), britische Politikerin, Humanistin, Mitglied der Labour Party und Mitglied des House of Lords
- Massey, Douglas (* 1952), US-amerikanischer Soziologe
- Massey, Edith (1918–1984), US-amerikanische Schauspielerin und Sängerin
- Massey, Harrie (1908–1983), australischer theoretischer Physiker
- Massey, Ilona (1910–1974), US-amerikanische SchauspielerinIlona Massey (1910–1974)

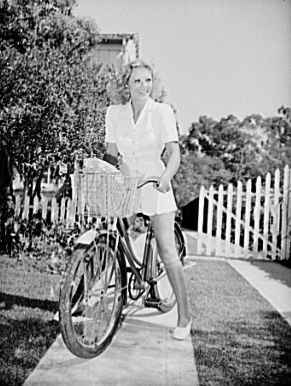
Ilona Massey (1910–1974)

- Massey, Irving (* 1924), kanadisch-US-amerikanischer Literaturwissenschaftler
- Massey, James (1934–2013), US-amerikanischer Informationstheoretiker, Kryptologe und Hochschullehrer
- Massey, Jason Eric (1973–2001), US-amerikanischer Doppelmörder
- Massey, Jennifer Ann (* 1973), US-amerikanische Schauspielerin und ehemaliges Model
- Massey, Jeremiah (* 1982), mazedonischer Basketballspieler
- Massey, John E. (1819–1901), US-amerikanischer Politiker
- Massey, Kelly (* 1985), britische Sprinterin
- Massey, Kent (* 1952), US-amerikanischer Segler
- Massey, Kyle (* 1991), US-amerikanischer Schauspieler und Rapper
- Massey, Mike (* 1947), US-amerikanischer Billardspieler
- Massey, Paul (1926–2009), britischer Ruderer
- Massey, Paul (* 1958), englischer Tontechniker und Toningenieur
- Massey, Raymond (1896–1983), kanadisch-amerikanischer SchauspielerRaymond Massey (1896–1983)

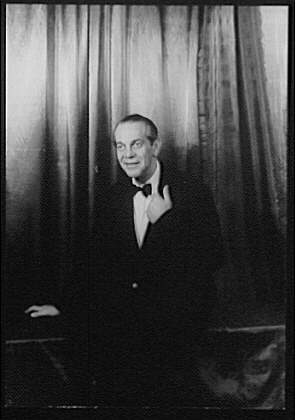
Raymond Massey (1896–1983)

- Massey, Stewart Marsden (1877–1934), englischer Badmintonspieler
- Massey, Sujata (* 1964), amerikanische Schriftstellerin
- Massey, Vincent (1887–1967), kanadischer Diplomat und Politiker
- Massey, Walter (1928–2014), kanadischer Schauspieler und Synchronsprecher
- Massey, Walter E. (* 1938), US-amerikanischer Physiker und Wissenschaftsorganisator
- Massey, William A. (1856–1914), US-amerikanischer Politiker
- Massey, William Ferguson (1856–1925), Premierminister von Neuseeland (1912–1925)
- Massey, William S. (1920–2017), US-amerikanischer Mathematiker
- Massey, Zachary D. (1864–1923), US-amerikanischer Politiker
- Massey, Zane (* 1957), US-amerikanischer Jazzmusiker (Saxophon, auch Flöte, Gesang)
- Massey-Ellis, Sian (* 1985), englische Fußballschiedsrichterassistentin
- Massez, Jean (* 1925), belgischer Eisschnellläufer

### Massf
- Massfeller, Franz (1902–1966), deutscher Jurist und Ministerialbeamter

### Massh
- Masshardt, Nadine (* 1984), Schweizer Politikerin (SP)

### Massi
- Massi, Charles (1952–2010), zentralafrikanischer Politiker
- Massi, Danilo (* 1956), italienischer Darsteller und Filmregisseur
- Massi, Eugenio (1875–1944), italienischer Geistlicher
- Massi, Nick (1935–2000), US-amerikanischer Basssänger der Popgruppe The Four Seasons
- Massi, Rodolfo (* 1965), italienischer Radrennfahrer
- Massi, Simone (* 1970), italienischer Animator, Zeichner, Regisseur, Illustrator
- Massi, Souad (* 1972), algerische Ethno-Rock-SängerinSouad Massi (* 1972)

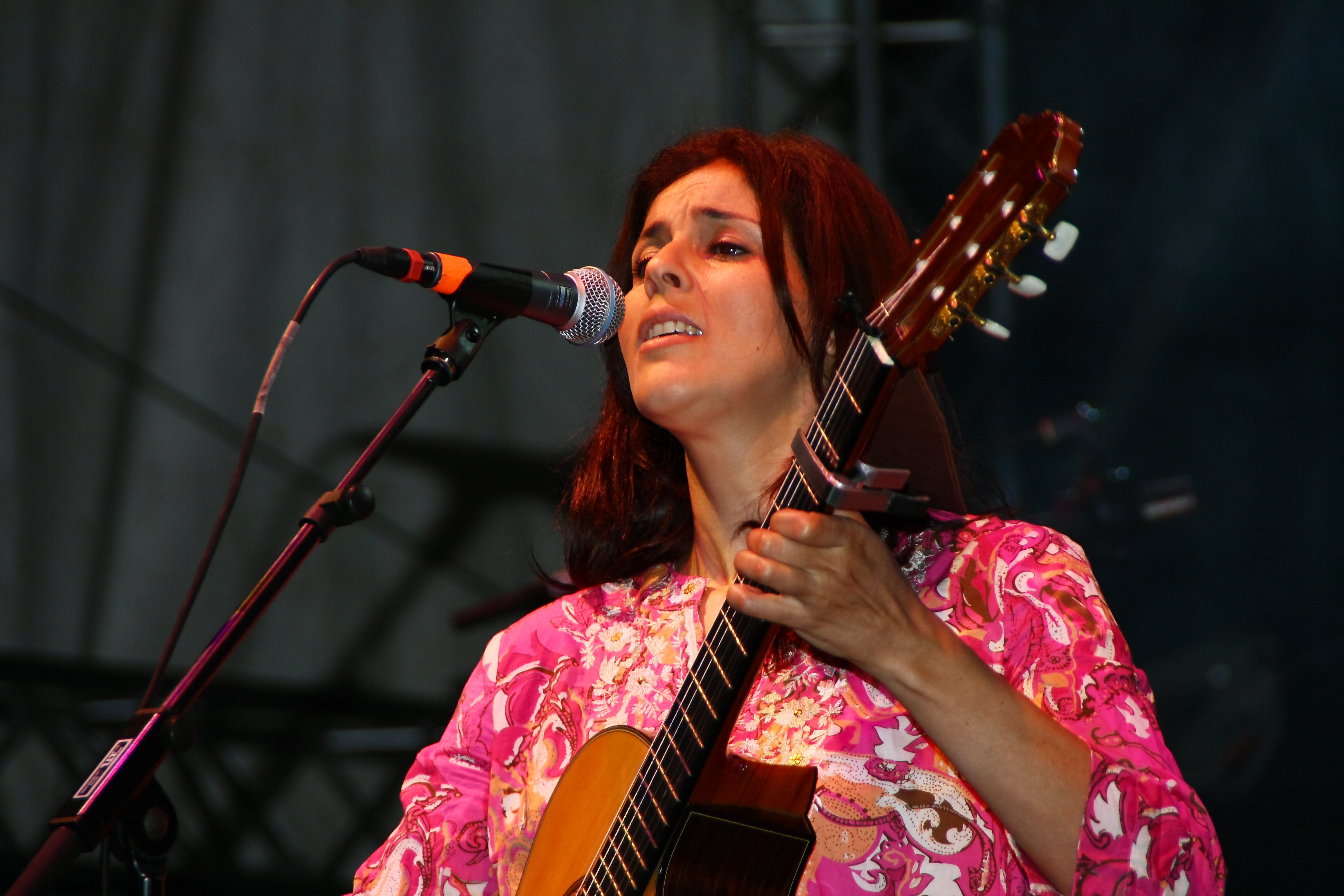
Souad Massi (* 1972)

- Massi, Stelvio (1929–2004), italienischer Kameramann und Regisseur
- Massi, Vincenzo (1781–1841), italienischer Geistlicher, Diplomat des Heiligen Stuhls, Bischof von Gubbio
- Massià i Prats, Joan (1890–1969), katalanischer Violinist und Komponist
- Massiah, Joanne (* 1968), antiguanische Politikerin
- Massialas, Alexander (* 1994), US-amerikanischer Florettfechter
- Massias, Jean-Frédéric (* 1968), französischer Badmintonspieler
- Massicotte, Édouard-Zotique (1867–1947), kanadischer Folklorist, Archivar, Schriftsteller, Journalist und Jurist
- Massiczek, Albert (1916–2001), österreichischer Autor
- Massie, Allan (* 1938), schottischer Schriftsteller und Journalist
- Massie, Edward, englischer General
- Massie, Hugh (1854–1916), australischer Cricketspieler
- Massie, Joseph († 1784), britischer Politökonom
- Massie, Ludwig (1862–1928), Bürgermeister, Mitglied des Provinziallandtages der Provinz Hessen-Nassau
- Massie, Paul (1932–2011), kanadischer Schauspieler
- Massie, Robert K. (1929–2019), US-amerikanischer Historiker
- Massie, Thomas (* 1971), US-amerikanischer PolitikerThomas Massie (* 1971)

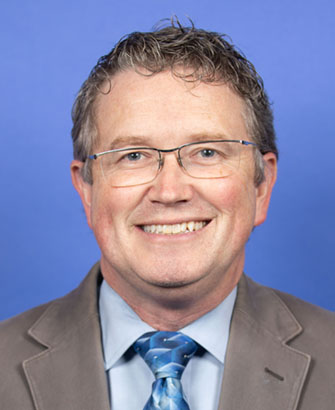
Thomas Massie (* 1971)

- Massie, Victor-Alphonse (1854–1892), französischer Militärapotheker und Forschungsreisender im Norden Indochinas
- Massiel (* 1947), spanische Sängerin
- Massieu, Guillaume (1665–1722), französischer Jesuit, Altphilologe und Romanist
- Massieu, Jean (1772–1846), französischer Pionier der Gehörlosenpädagogik
- Massigli, René (1888–1988), französischer Diplomat
- Massignan, Imerio (1937–2024), italienischer Radrennfahrer
- Massignan, Stefano (* 1972), italienischer Westernreiter
- Massignon, Louis (1883–1962), französischer Orientalist
- Massillon, Jean-Baptiste (1663–1742), französischer Prediger, Theologe und Bischof
- Massimi, Massimo (1877–1954), italienischer Kardinal
- Massimi, Pierre (1935–2013), französischer Schauspieler
- Massimino, Alberto (1895–1975), italienischer Konstrukteur
- Massimino, Michael James (* 1962), US-amerikanischer Astronaut
- Massimino, Rollie (1934–2017), US-amerikanischer Basketballtrainer
- Massimo (* 1975), italienischer Noisemusiker
- Massimo Lancellotti, Paolo Enrico (1911–2004), italienischer Diplomat und Botschafter; General-Statthalter des Ritterordens vom Heiligen Grab zu Jerusalem
- Massimo, Camillo (1620–1677), Kardinal der Römischen Kirche
- Massimo, Camillo Massimiliano (1770–1840), päpstlicher Oberpostmeister, Direktor der päpstlichen Archive
- Massimo, Francesco Saverio (1806–1848), Kurienkardinal, aus dem sächsischen Königshaus stammend
- Massimo, Leone (1896–1979), italienischer Adliger und vatikanischer Generalpostmeister
- Massimo, Roberto (* 2000), deutscher FußballspielerRoberto Massimo (* 2000)

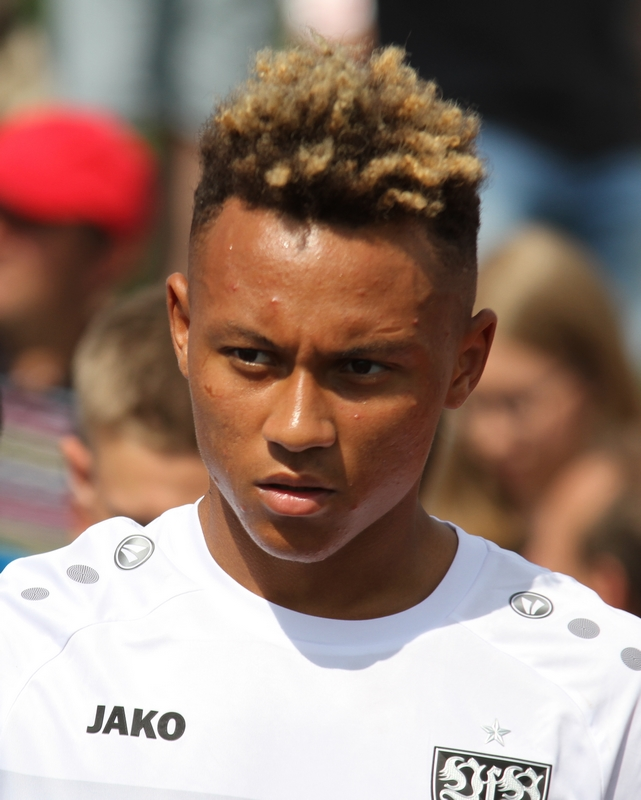
Roberto Massimo (* 2000)

- Massimo, Stephan (* 1959), italienischer Musiker, Produzent und Songwriter
- Mässimow, Kärim (* 1965), kasachischer Politiker, Premierminister von Kasachstan
- Massin, Caroline (1802–1877), französische Schneiderin, Besitzerin eines Lesesaals, Gouvernante und Ehefrau von Auguste Comte
- Massin, Dieter (* 1940), deutscher Lehrer, Konrektor und Seniorensportler
- Massin, Jean (* 1793), französischer Komponist
- Massin, Jean (1917–1986), französischer Musikwissenschaftler und Historiker
- Massin, Marthe (1860–1931), belgische Malerin
- Massin, Robert (1925–2020), französischer Grafikdesigner, Buchgestalter, Typograf und Autor
- Massin, Rolf (1939–2020), deutscher Autor und Philosoph
- Massine, Léonide (1895–1979), russischer Tänzer und ChoreografLéonide Massine (1895–1979)

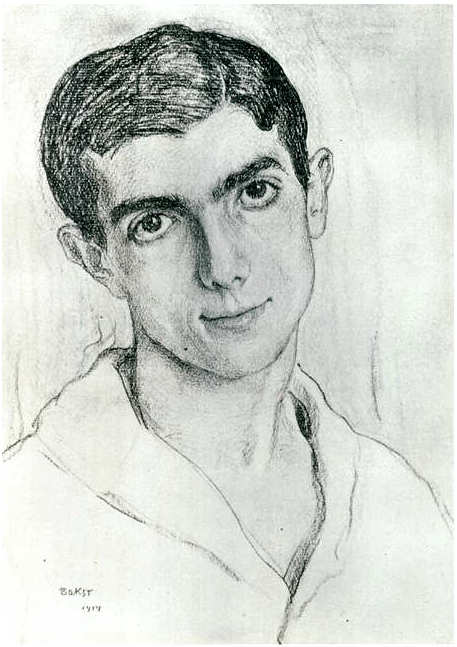
Léonide Massine (1895–1979)

- Massine, Peter (* 1964), deutschamerikanischer Erfinder, Produzent und Geschäftsführer der Pferde-Gala Apassionata
- Massing, Barbara (1960–2017), deutsche Kapitänin
- Massing, Barbara (* 1971), deutsche Juristin und Medienmanagerin
- Massing, Gerlinde (* 1951), österreichische Sprinterin
- Massing, Hede (1900–1981), österreichische Schauspielerin, Kommunistin und sowjetische Spionin in den USA
- Massing, Horst Aloysius (1930–2011), deutscher Arzt, Fachjournalist, Ärztefunktionär und Kommunalpolitiker (CDU)
- Mässing, Mikaela (* 1994), schwedische Handballspielerin und -trainerin
- Massing, Otwin (1934–2019), deutscher Politikwissenschaftler und Soziologe
- Massing, Paul Wilhelm (1902–1979), deutsch-US-amerikanischer Sozialwissenschaftler
- Massing, Peter (* 1946), deutscher Politikwissenschaftler
- Massing, Rune (* 1980), niederländischer Badmintonspieler
- Massing, Wilhelm (1904–1981), deutscher Architekt und Stadtplaner
- Massing, Wilhelm (1926–2006), deutscher Kaufmännischer Angestellter und Politiker (CDU)
- Massing, Wolfgang (* 1941), deutscher Diplomat
- Massinga, Hilário da Cruz (* 1958), mosambikanischer römisch-katholischer Ordensgeistlicher, Weihbischof in Inhambane
- Massingale, Sam C. (1870–1941), US-amerikanischer Politiker
- Massinger, Adam (1888–1914), deutscher Astronom
- Massinger, Franz (1944–2011), deutscher Pianist und Professor
- Massinger, Philip, englischer Dichter und Übersetzer
- Massingh, Heinz (1897–1966), deutscher Manager und Wirtschaftsfunktionär
- Massingham, Harold (1932–2011), britischer Dichter
- Massingham, Henry William (1860–1924), britischer Journalist
- Massini, Chiara (* 1971), italienische Cembalistin
- Massini, Erich (1885–1914), deutscher Fußballspieler
- Massini, Rudolf der Jüngere (1880–1954), Schweizer Arzt und Professor der Inneren Medizin
- Massini, Rudolf, der Ältere (1845–1902), Schweizer Humanmediziner, Professor der Inneren Medizin, Universitätsrektor und Oberfeldarzt der Armee
- Massini, Stefano (* 1975), italienischer Autor und Theaterregisseur
- Massinissa (238 v. Chr.–149 v. Chr.), König von Numidien
- Massino, Joseph (1943–2023), US-amerikanischer Mafiaboss in New York
- Massion, Marc (* 1935), französischer Kommunalpolitiker, Ehrenbürger der Stadt Laatzen
- Massip Valdés, Salvador (1891–1978), kubanischer Geograph und Botschafter
- Massip, Catherine (* 1946), französische Kuratorin für Bibliotheken und Musikwissenschaftlerin
- Massironi, Marina (* 1963), italienische Schauspielerin
- Massis, Henri (1886–1970), französischer Rechtsintellektueller und Mitglied der Académie française

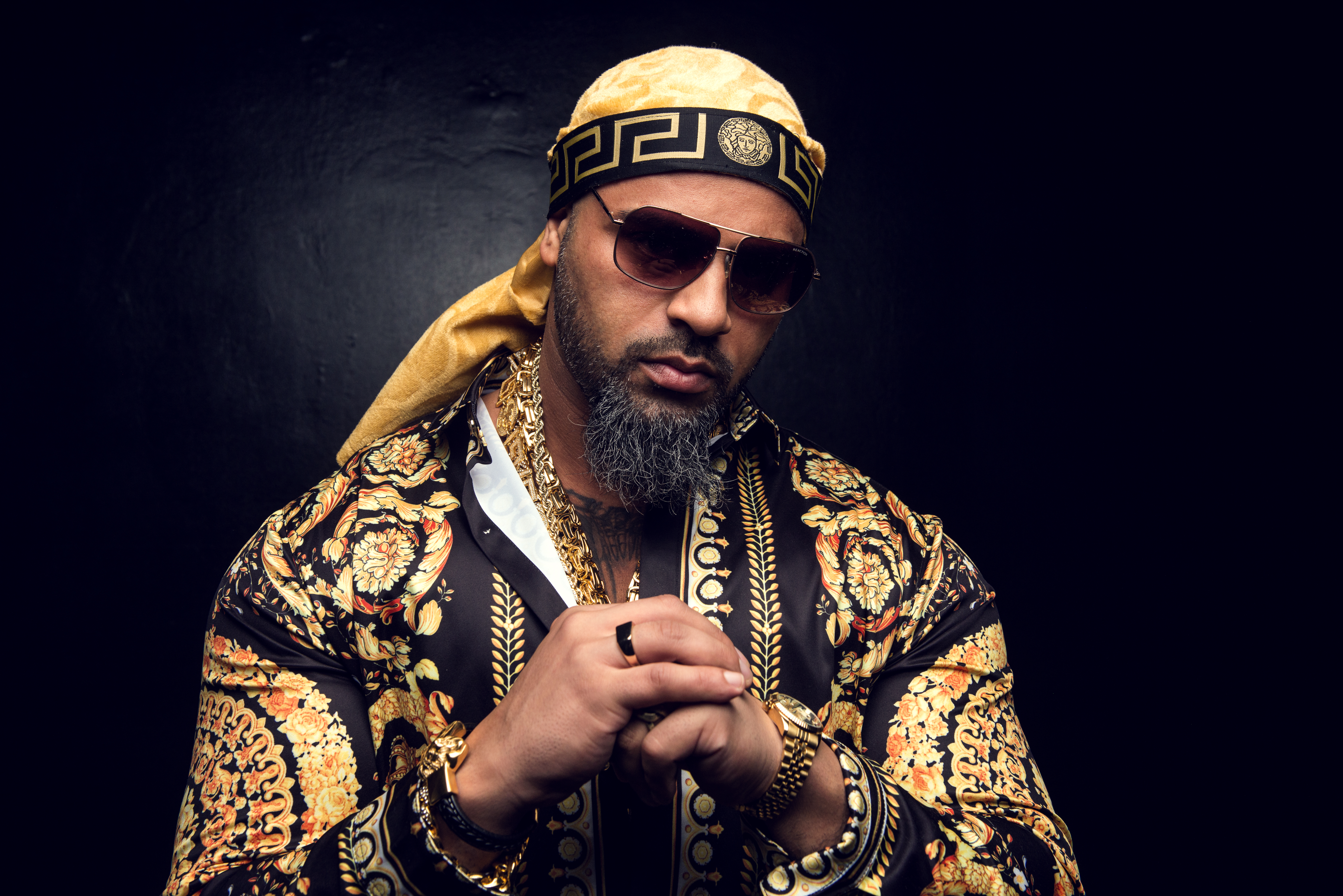
Massiv (* 1982)

- Massiv (* 1982), deutscher RapperMassiv (* 1982)

### Massj
- Massjajkou, Aljaksandr (* 1971), belarussischer Kanute
- Massjuk, Nadija (1930–2009), ukrainische Botanikerin und Hochschullehrerin

### Massl
- Maßl, Franz Xaver (1800–1852), deutscher römisch-katholischer Geistlicher und Theologe
- Maßler, Theodor (1844–1910), deutscher Bildhauer, Unternehmer und Freimaurer
- Massloff, Kurt (1892–1973), deutscher Maler
- Massloff, Trude (1885–1943), deutsche Malerin und Grafikerin

### Massm
- Massman, Beatrice (1912–1992), US-amerikanische Badmintonspielerin
- Maßmann, Hans Ferdinand (1797–1874), deutscher Germanist, Sportpädagoge und DichterHans Ferdinand Maßmann (1797–1874)

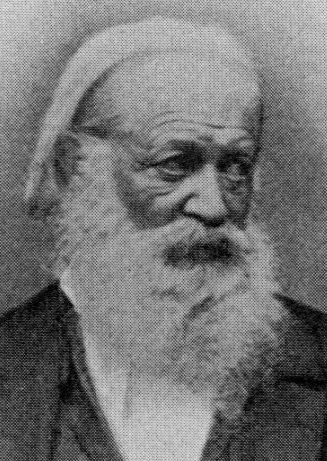
Hans Ferdinand Maßmann (1797–1874)

- Massmann, Horst (* 1942), deutscher Pädagoge und Politiker (SPD)
- Maßmann, Karl (1889–1959), deutscher Bankdirektor
- Maßmann, Kurt (1910–1945), deutscher Schriftsteller, Journalist und Pressefunktionär
- Maßmann, Magnus (1835–1915), deutscher Rechtsanwalt und Bürgermeister von Rostock
- Massmann, Oliver (* 1966), deutscher Rechtsanwalt
- Maßmann, Peter (1916–2000), deutscher Schauspieler, Regisseur und Theaterintendant
- Massmann, Siegfried (1829–1853), deutscher Landschaftsmaler
- Massmann, Siegfried (1882–1944), deutscher Vizeadmiral der Kriegsmarine
- Maßmann, Wilhelm (1837–1916), deutscher Jurist; Reichsoberhandelsgerichtsrat und Senatspräsident am Reichsgericht
- Maßmann, Wilhelm (1895–1974), deutscher Schachsammler und Schachkomponist
- Maßmeyer, Anna († 1655), Opfer der Hexenprozesse in Minden

### Massn
- Maßner, Joachim (1930–2016), deutscher lutherischer Geistlicher und Superintendent

### Masso
- Masso, Eduardo (* 1964), belgischer Tennisspieler
- Masso, George (1926–2019), US-amerikanischer Jazzmusiker (Posaune, Piano)
- Masso, José (* 1997), kubanischer Volleyballspieler
- Masso, Luca (* 1994), belgisch-argentinischer Hockeyspieler
- Massó, Maykel (* 1999), kubanischer Leichtathlet
- Massobrio, Lionello († 2019), italienischer Filmeditor, Filmregisseur und Autor
- Massocco, Ugo (1928–1991), italienischer Radrennfahrer
- Massoglia, Chris (* 1992), US-amerikanischer Film- und FernsehschauspielerChris Massoglia (* 1992)

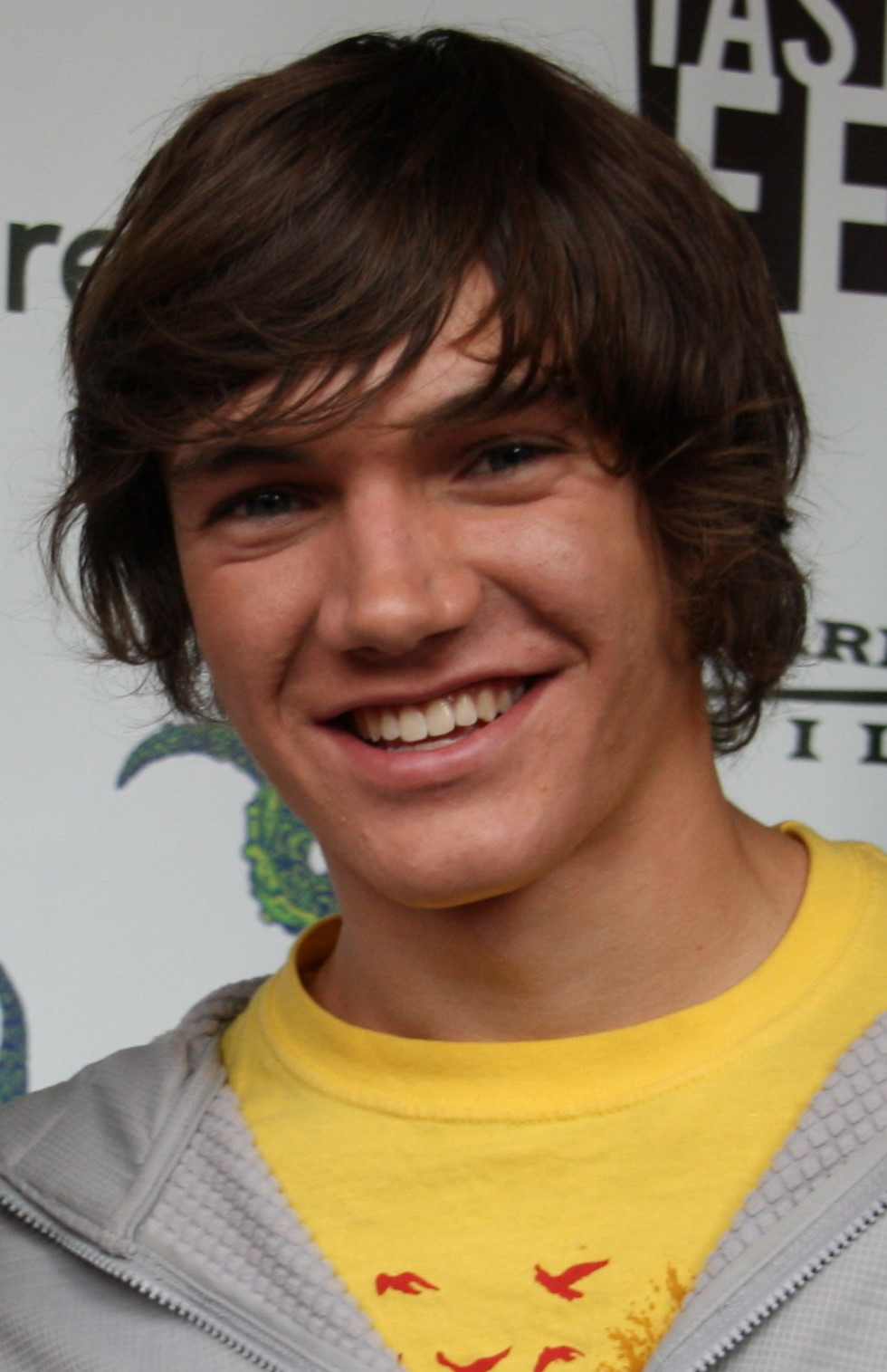
Chris Massoglia (* 1992)

- Massol, Witalij (1928–2018), ukrainischer Politiker
- Massolin, Yanis (* 2002), französisch-algerischer Fußballspieler
- Massolle, Joseph (1889–1957), deutscher Toningenieur und Miterfinder des Tonfilms
- Massolo, Giampiero (* 1954), italienischer Diplomat, Geheimdienstkoordinator
- Massombo, Yann (* 2000), französisch-kongolesischer Fußballspieler
- Masson de La Motte-Conflans, Antoine-Claude-Pierre (1727–1801), französischer Buchdrucker und Enzyklopädist
- Masson, Adine, französische Tennisspielerin
- Masson, Alain (* 1961), kanadischer Radsportler und Skilangläufer
- Masson, Alexandra (* 1971), französische Politikerin (Rassemblement National), Abgeordnete der Nationalversammlung
- Masson, André (1896–1987), französischer Maler, Grafiker und Bildhauer
- Masson, Arthur (1896–1970), belgischer Schriftsteller französischer Sprache
- Masson, Caroline (* 1989), deutsche Golfproette
- Masson, Chana (* 1978), brasilianische Handballspielerin
- Masson, Charles (1800–1853), Entdecker und Soldat der Ostindien-Kompanie
- Masson, Charles François Philibert (1761–1807), französischer Beamter, Dichter, Lyriker und Schriftsteller
- Masson, David I. (1915–2007), britischer Science-Fiction-Autor und Bibliothekar
- Masson, Don (* 1946), schottischer Fußballspieler
- Masson, Elizabeth (1806–1865), britische Sängerin und Komponistin
- Masson, Émile (1869–1923), französischer bretonischer anarcho-sozialistischer Schriftsteller und Denker
- Masson, Émile junior (1915–2011), belgischer Radrennfahrer
- Masson, Émile senior (1888–1973), belgischer Radrennfahrer
- Masson, Esteban (* 2004), französischer Autorennfahrer
- Masson, Francis (1741–1805), schottischer Botaniker und Pflanzensammler
- Masson, Frédéric (1847–1923), französischer Historiker und Mitglied der Académie française
- Masson, Georgina (1912–1980), britische Autorin und Fotografin
- Masson, Henri (1872–1963), französischer Fechter
- Masson, Ilona (* 2001), belgische Dreispringerin
- Masson, Jacques († 1544), Theologe
- Masson, Jean Papire (1544–1611), französischer Humanist, Historiker, Geograph und Jurist
- Masson, Jeffrey (* 1941), US-amerikanischer Autor
- Masson, Jérémy (* 1987), französischer Shorttracker
- Masson, Laetitia (* 1966), französische Regisseurin, Schauspielerin und Drehbuchautorin
- Masson, Louis-François-Rodrigue (1833–1903), kanadischer Politiker, Vizegouverneur von Québec
- Masson, Loys (1915–1969), französischer Schriftsteller
- Masson, Marie-Andrée (* 1963), kanadische Skilangläuferin
- Masson, Michail (1897–1986), sowjetisch-usbekischer Archäologe und Historiker
- Masson, Michel (1800–1883), französischer Romancier und Dramatiker
- Masson, Nicolas (* 1972), Schweizer Jazzmusiker (Tenorsaxophon, Klarinette, Bassklarinette, Komposition)
- Masson, Olivier (1922–1997), französischer Gräzist und Linguist
- Masson, Paul (1874–1944), französischer Radsportler
- Masson, Paul-Marie (1882–1954), französischer Musikwissenschaftler und Hochschullehrer
- Masson, Philippe (1928–2005), französischer Militärhistoriker
- Masson, Roger (1894–1967), Schweizer Militär, Oberstbrigadier und Chef des militärischen Nachrichtendienstes der Schweiz während des Zweiten Weltkriegs
- Masson, Roger (1923–2014), französischer Autorennfahrer und Landwirt
- Masson, Rudecindo Ortega (1889–1962), chilenischer Politiker und Präsident der Notstandssondersitzungen der UN-Generalversammlung
- Masson, Suzanne (1901–1943), französische Widerstandskämpferin
- Masson-Delmotte, Valérie (* 1971), französische Paläoklimatologin
- Massonet, Charles (1914–1996), belgischer Bauingenieur
- Massoni, Vincentius (1808–1857), italienischer Geistlicher, römisch-katholischer Erzbischof und Diplomat des Heiligen Stuhls
- Massonneau, Louis (1766–1848), deutscher Violinist, Komponist und Konzertmeister französischer Abstammung
- Massorin, Wladimir Wassiljewitsch (* 1947), russischer Flottenadmiral
- Massot, Affonso Emilio de Alencastro (* 1944), brasilianischer Diplomat
- Massot, Bruno (* 1989), französisch-deutscher Eiskunstläufer
- Massot, Firmin (1766–1849), Schweizer Porträt- und Genremaler
- Massot, Michel (* 1960), belgischer Jazz- und Improvisationsmusiker
- Massot, Paul (1800–1881), französischer Politiker, Arzt und Malakologe
- Massot, Pierre de (1900–1969), französischer Schriftsteller des Dadaismus und des Surrealismus
- Massoth, Willy (1911–1978), deutscher Politiker (CDU), MdB
- Massoud, Ahmad (* 1989), afghanischer Politiker und Heerführer
- Massoud, Ahmad Schah (1953–2001), afghanischer Mujaheddin-Kämpfer und NationalheldAhmad Schah Massoud (1953–2001)

Ahmad Schah Massoud (1953–2001)

- Massoud, Ahmad Zia (* 1956), afghanischer Politiker
- Massoud, Belal Ibrahim (* 2004), ägyptischer Handballspieler
- Massoud, Ghassan (* 1958), syrischer Filmschauspieler
- Massoud, Massoud (1940–2024), syrischer Priester, maronitischer Bischof von Latakia
- Massoud, Mena (* 1991), ägyptisch-kanadischer Schauspieler
- Massoud, Salah (* 1996), deutscher Schauspieler
- Massoudieh, Mohammad Taghi (1927–1999), iranischer Musikethnologe und Komponist
- Massoudou, Hassoumi (* 1957), nigrischer Politiker
- Massounde, Tadjidine Ben Said (1933–2004), komorischer Politiker
- Massoundi, Bahia (* 1976), komorische Politikerin und Ministerin
- Massow, Adolf von (1837–1909), deutscher Rittergutsbesitzer, Offizier und Politiker, MdR
- Massow, Albrecht von (1879–1953), deutscher Offizier, zuletzt Generalmajor der Luftwaffe im Zweiten Weltkrieg
- Massow, Albrecht von (* 1960), deutscher Musikwissenschaftler
- Massow, Alexander von (1842–1906), preußischer Generalleutnant
- Massow, Anton von (1831–1921), preußischer General der Infanterie
- Massow, Apollonia Elisabeth von, deutsche Dichterin evangelischer geistlicher Lieder
- Massow, Benno von (1827–1904), preußischer Generalleutnant
- Massow, Bertl von (1921–1983), deutsche Schachfunktionärin
- Massow, Carl Ludwig Ewald von (1748–1808), preußischer Landrat
- Massow, Carl von (1735–1807), preußischer Landrat und Landesdirektor
- Massow, Ewald Georg von (1754–1820), preußischer Staatsminister, Oberlandeshauptmann für Schlesien
- Massow, Ewald von (1869–1942), deutscher Generalmajor und SS-Gruppenführer
- Massow, Ferdinand von (1830–1878), preußischer Generalmajor
- Massow, Frederik van (1798–1876), niederländischer Adliger
- Massow, Friedrich Ewald Ernst von (1750–1791), deutscher Beamter
- Massow, Gerlach Cornelis Johannes van (1687–1758), niederländischer General
- Massow, Gerlach Cornelis Johannes van (1794–1852), niederländischer Jurist und Ratsherr
- Massow, Godefridus van (1761–1818), niederländischer Kaufmann und Ratsherr
- Massow, Hans von (1686–1761), preußischer Generalleutnant
- Massow, Hans-Werner von (1912–1988), deutscher Schachfunktionär
- Massow, Heinrich von (1810–1896), preußischer Generalmajor
- Massow, Hermann von (1812–1881), deutscher Forstmann und Politiker
- Massow, Joachim Ewald von (1697–1769), preußischer Minister
- Massow, Joachim Rüdiger von († 1756), preußischer Landrat
- Massow, Johann von (1761–1805), Landrat des Kreises Rummelsburg
- Massow, Julie von (1825–1901), deutsche ökumenische Persönlichkeit, Autorin
- Massow, Julius Eberhard von (1750–1816), preußischer Jurist und Politiker
- Massow, Karl Friedrich Heinrich von (1770–1851), preußischer Generalmajor
- Massow, Kaspar Ewald von († 1694), pommerscher Landrat
- Massow, Kaspar Otto von (1665–1736), preußischer Verwaltungsbeamter
- Massow, Konrad von (1840–1910), deutscher Verwaltungsjurist und Sozialpolitiker
- Massow, Louis von (1821–1905), preußischer Generalmajor
- Massow, Ludwig von (1794–1859), preußischer Minister
- Massow, Robert von (1839–1927), preußischer General der Kavallerie und Präsident des Reichsmilitärgerichts
- Massow, Valentin von (1712–1775), preußischer Staatsminister und Beamter
- Massow, Valentin von (1752–1817), preußischer Hofbeamter
- Massow, Valentin von (1793–1854), preußischer Generalleutnant
- Massow, Valentin von (1825–1868), preußischer Oberstleutnant, Kommandeur des 1. Garde-Ulanen-Regiments
- Massow, Valentin von (1864–1899), deutscher Offizier, Kommandeur der Polizeitruppe in Togo
- Massow, Wilhelm von (1802–1867), preußischer Ministerialbeamter, Rittergutsbesitzer und Politiker, MdH
- Massow, Wilhelm von (1815–1899), preußischer General der Infanterie
- Massow, Wilhelm von (1891–1949), deutscher Klassischer Archäologe
- Massow-Parnehnen, Ludwig von (1844–1914), preußischer Offizier und Politiker, MdR

### Massr
- Massri, Wesam al (* 1990), palästinensischer Leichtathlet

### Massu
- Massu, Jacques (1908–2002), französischer GeneralJacques Massu (1908–2002)

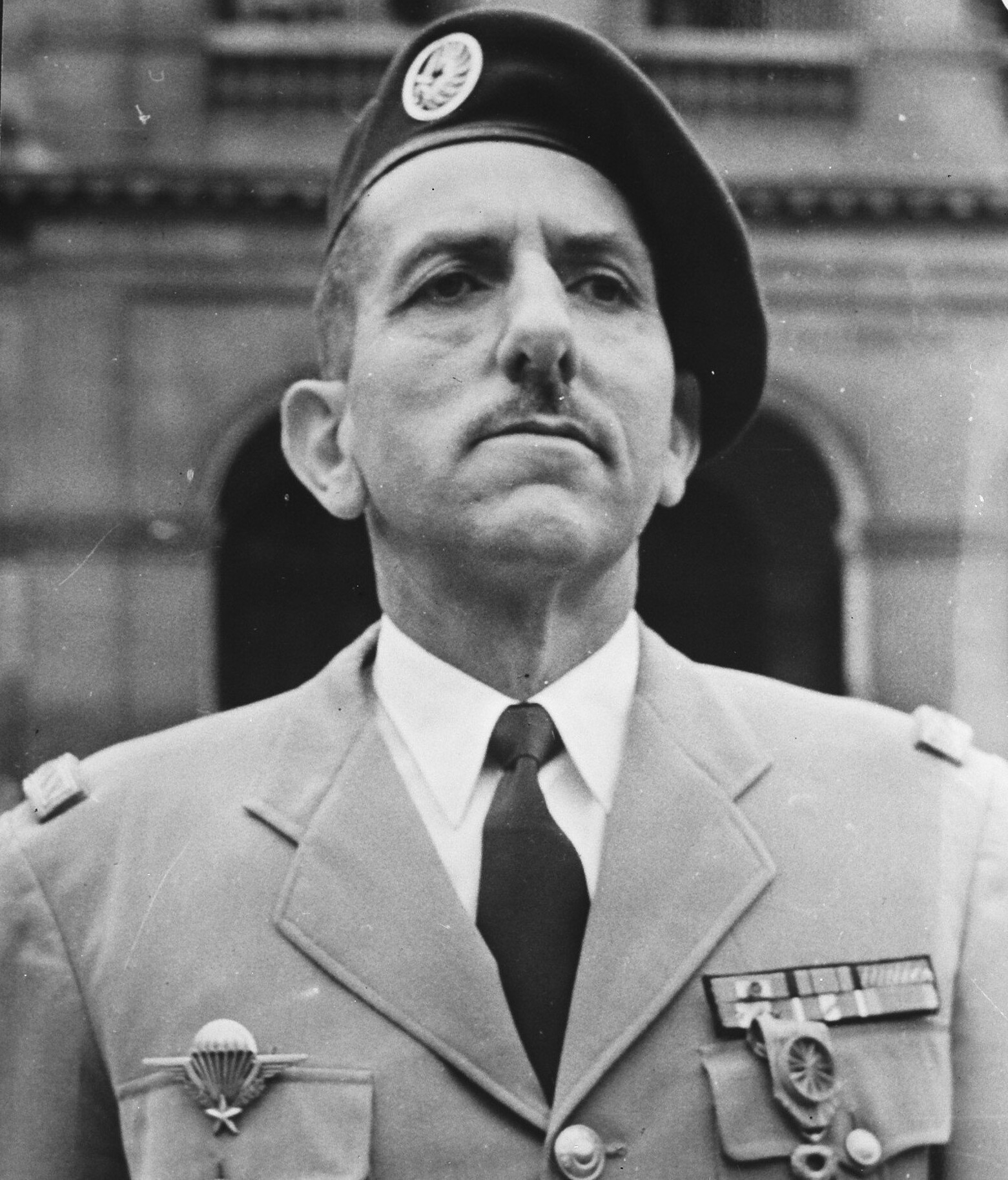
Jacques Massu (1908–2002)

- Massú, Nicolás (* 1979), chilenischer Tennisspieler
- Massüe, Alfredo (1860–1923), französisch-katalanischer Architekt
- Massue, Henri de (1648–1720), französischer Adeliger, General und Lord Chief Justice of Ireland
- Massullo, Carlo (* 1957), italienischer Olympiasieger im Modernen Fünfkampf
- Massumi, Brian (* 1956), kanadischer Philosoph und Hochschullehrer
- Massunow, Leonid (* 1962), ukrainischer Mittelstreckenläufer
- Massurenko, Danil Jurjewitsch (* 1999), russischer Fußballspieler
- Massute, Hendrik (* 1967), deutscher Schauspieler

### Massy
- Massy, Arnaud (1877–1950), französischer Golfer
- Massy, Rosamund (1870–1947), englisch-britische Suffragette
- Massy, Sylvia, US-amerikanische Musikproduzentin
- Massys, Jan († 1575), flämischer Maler
- Massys, Quentin († 1530), flämischer Maler und Mitbegründer der Antwerpener Malerschule
- Massys, Quentin der Jüngere (1543–1589), flämischer Renaissancemaler